# Gilia clivorum
Gilia clivorum är en blågullsväxtart som först beskrevs av Jepson, och fick sitt nu gällande namn av V. Grant. Gilia clivorum ingår i släktet gilior, och familjen blågullsväxter. Inga underarter finns listade i Catalogue of Life.